# Keegan Connor Tracy
Tracy Armstrong, mais conhecida como Keegan Connor Tracy (Sarnia, Ontário, 3 de dezembro de 1971) é uma atriz canadense. Conhecida por seus papéis como Kat Jennings de Final Destination 2 (2003), Dawn/Molly em Blackwoods (2002), Fada Azul/Madre Superiora em Once Upon a Time (2011) e Miss Watson em Bates Motel (2013).

## Carreira
Ela tem trabalhos em filmes como, Kill Me Later, Blackwoods, A Problem with Fear, Final Destination 2, White Noise, The Net 2.0, Chaos, Numb, Smokin' Aces 2: Assassins' Ball, entre outros. Sendo, Blackwoods, Final Destination 2 e The Net 2.0, um de seus principais trabalhos. Licenciou-se em psicologia social pela Universidade Wilfrid Laurier, em Waterloo, Ontário, Canadá.
Participou em alguns episódios das séries de televisão, Viper, Beggars and Choosers, Dark Angel, Da Vinci's Inquest, Jake 2.0, Psych, Stargate SG-1, Supernatural, Battlestar Galactica, Eureka, V, entre outros.
Em 2002, ela ganhou o prêmio Leo Award, de melhor atriz coadjuvante em uma série, por Da Vinci's Inquest.

## Filmografia

### Filmes
| Ano  | Título                                 | Papel                    | Notas                |
| ---- | -------------------------------------- | ------------------------ | -------------------- |
| 1999 | Double Jeopardy                        | Vendedora                |                      |
| 2000 | Duets                                  | Shelia                   |                      |
| 2001 | Out of Line                            | Clarie Carol             |                      |
| 2001 | Kill Me Later                          | Heather                  |                      |
| 2002 | 40 Days and 40 Nights                  | Mandy                    |                      |
| 2002 | Blackwoods                             | Dawn / Molly             |                      |
| 2003 | Final Destination 2                    | Katherine "Kat" Jennings |                      |
| 2003 | A Problem with Fear                    | Vicky                    |                      |
| 2003 | Mob Princess                           | Patti                    | Filme para televisão |
| 2005 | White Noise                            | Mirabelle Keegan         |                      |
| 2006 | Chaos                                  | Marnie Rollins           |                      |
| 2006 | The Net 2.0                            | Z.Z.                     | Diretamente em vídeo |
| 2006 | Dark Storm                             | Sam                      | Filme para televisão |
| 2006 | Her Fatal Flaw                         | Brooke                   | Filme para televisão |
| 2006 | The Perfect Suspect                    | Erin                     | Filme para televisão |
| 2007 | Numb                                   | Mt. Sinai Nurse          |                      |
| 2008 | The Women                              | Dolly Dupuyster          |                      |
| 2009 | My Little Pony: Twinkle Wish Adventure | Whimsey (voz)            | Diretamente em vídeo |
| 2009 | The Building                           | Lilly                    | Filme para televisão |
| 2010 | Smokin' Aces 2: Assassins' Ball        | Vicky Salerno            | Diretamente em vídeo |
| 2012 | The Company You Keep                   | secretária de Jim Grant  |                      |
| 2013 | Words and Pictures                     | Ellen                    |                      |
| 2013 | Embrace of the Vampire                 | Daciana                  | Diretamente em vídeo |
| 2013 | Jinxed                                 | Mrs. Murphy              | Filme para televisão |
| 2015 | Descendants                            | Rainha Bela              | Filme para televisão |
| 2017 | Descendants 2                          | Rainha Bela              | Filme para televisão |
| 2019 | Descendants 3                          | Rainha Bela              | Filme para televisão |

### Televisão
| Ano       | Título                                  | Papel                       | Notas                                                |
| --------- | --------------------------------------- | --------------------------- | ---------------------------------------------------- |
| 1997      | Viper                                   | Darlene Ross                | episódio: "The Best Couple"                          |
| 1998      | Breaker High                            | Yvette                      | episódio: "Lord of the Butterflies"                  |
| 1998      | Three                                   | Eve                         | episódio: "The Games"                                |
| 1998      | First Wave                              | Nicole                      | episódio: "Hypnotic"                                 |
| 1998      | The Net                                 | Nadine                      | episódio: "Jump Vector"                              |
| 1998      | The New Addams Family                   | Consuela                    | episódio: "Morticia's Dilemma"                       |
| 1998      | Millennium                              | Lhasa                       | episódio: "Omerta"                                   |
| 1998      | Cold Squad                              | Garçonete                   | episódio: "Rita Brice"                               |
| 1999      | Viper                                   | Charmayne Grimes            | episódio: "Safe House"                               |
| 1999      | Night Man                               | Angel                       | episódios: "Double Double", "Revelations"            |
| 1999      | Seven Days                              | Claire                      | episódio: "Parker.com"                               |
| 1999      | Beggars and Choosers                    | Audrey Malone               | 3 episódios (1999-2000)                              |
| 2000      | Open Mike with Mike Bullard             | Ela mesma                   | Participação especial                                |
| 2000      | Hollywood Off-Ramp                      |                             | episódio: "Screenplay By"                            |
| 2001      | Strange Frequency                       | Kim                         | episódio: "My Generation"                            |
| 2001      | Cold Squad                              | Brooke Givens               | episódio: "Family Ties"                              |
| 2002      | Dark Angel                              | Rain                        | episódio: "Love in Vein"                             |
| 2002      | Da Vinci's Inquest                      | Jackie                      | 2 episódios (2002-2005)                              |
| 2003      | Bits and Pieces: Bringing Death to Life | Ela mesma                   | Documentário                                         |
| 2003      | Jake 2.0                                | Dr. Diane Hughes            | 16 episódios (2003-2004)                             |
| 2004      | The Days                                | Francesca                   | episódio: "Day 1,370: Parte 2"                       |
| 2005      | The Collector                           | Tour Guide Julia Mars       | episódio: "The Tour Guide"                           |
| 2005      | The 4400                                | Alison Driscoll             | episódios: "The Fifth Page", "Mommy's Bosses"        |
| 2005      | Killer Instinct                         | Rosie                       | episódio: "O Brother, Where Art Thou"                |
| 2006      | Stargate SG-1                           | Dr. Redden                  | episódio: "Uninvited"                                |
| 2006      | Three Moons Over Milford                | Hannah                      | episódio: "Confessions of a Dangerous Moon"          |
| 2006      | Supernatural                            | Karen Giles                 | episódio: "The Usual Suspects"                       |
| 2007      | Psych                                   | Priscilla Osterman          | episódio: "Cloudy... With a Chance of Murder"        |
| 2007      | Battlestar Galactica                    | Jeanne                      | 9 episódios (2007-2009)                              |
| 2009      | Supernatural                            | Sera Siege                  | episódio: "The Monster at the End of This Book"      |
| 2010      | Life Unexpected                         | Jenny                       | episódio: "Home Inspected"                           |
| 2010      | Eureka                                  | Dr. Viccelli                | episódio: "Stoned"                                   |
| 2011      | V                                       | Eileen Rounick              | episódio: "Serpent's Tooth"                          |
| 2011-18   | Once Upon a Time                        | Fada Azul / Madre Superiora | 35 episódios                                         |
| 2013      | Bates Motel                             | Miss Watson                 | 6 episódios                                          |
| 2014      | Heartland                               | Crystal                     | episódios: "The Family Tree", "The Heart of a River" |
| 2016–2017 | Ready Jet Go!                           | Dr. Rafferty                | Voz; 4 episódios                                     |
| 2016–2020 | The Magicians                           | Professor Lipson            | 19 episódios                                         |
| 2019      | A Series of Unfortunate Events          | Líder Bandeirante Brucie    | 2 episódios                                          |
| 2019      | Supernatural                            | Bruxa                       | Episode: "Golden Times"                              |